# ANT1
ANT1 é um canal de televisão grego lançado em 31 de dezembro de 1989. A grafia alternativa em palavras gregas; ena (ένα) é o número 1 (um), assim ANT1 é pronunciado como Antenna (Αντέννα).

## Programas

### Telejornais e informações
- Proino ANT1
- To Proino
- ANT1 News
- Igeia Pano Ap'ola
- Se Proto Plano
- Me Agapi

### Séries de televisão
Grego
- Konstantinou kai Elenis
- To Kafe tis Charas
- Brousko (soap opera)
- Ekdromi
- Roua Mat
- Simathites
- Tamam
- Trihes

Estrangeiro
- Grey's Anatomy
- Karadayı
- Merlin
- Muhteşem Yüzyıl
- The Pacific
- True Blood

### Reality shows/Game shows
- Dancing with the Stars
- Your Face Sounds Familiar
- The Voice of Greece
- Splash!
- Zorika Epaggelmata
- Ta Karntasians
- Radio Arvyla
- Ola Mpip

### Esportes
- Liga Europa da UEFA
- FIBA EuroBasket

## Canais internacionais
- Antenna Europe - Europa (fora da Grécia)
- Antenna Satellite - América do Norte e América do Sul
- Antenna Pacific - Austrália e Ilhas do Pacífico